# Rectoria de Lloret de Mar
La Rectoria de Lloret de Mar és un edifici del municipi de Lloret de Mar (Selva) que forma part de l'Inventari del Patrimoni Arquitectònic de Catalunya. És un edifici de quatre plantes i un gran pati que, junt amb alguns habitatges i l'Església parroquial de Sant Romà, ocupa tota una illa de cases del centre de Lloret. Té les façanes arrebossades i pintades, a excepció d'algunes franges i obertures emmarcades i decorades a base de rajola o pedra pissarrenca. Consta de dos cossos perpendiculars, un septentrional i un meridional, i d'una torre octogonal adossada a la façana principal que dona al pati de l'Església. Té una estructura complexa i les cobertes són de doble vessant a façana. La funció d'aquest edifici era de rectoria i també d'escoles. Actualment encara hi ha agrupacions i centres socials que hi tenen la seu.

## Descripció
La decoració modernista de les façanes és molt rica en detalls i multitud de varietats decoratives, des del trencadís fins als arcs esglaonats passant per la decoració ceràmica i les columnes salomòniques de maons. Els referents decoratius són bizantins, musulmans i renaixentistes.
La planta baixa consta, a la part nord, d'un seguit de cinc grups de tres finestres emmarcades de rajola. Fins a les llindes de les finestres del primer pis hi ha un sòcol de pedra poc desbastada pissarrenca. Aquest sòcol està decorat amb dues franges horitzontals plenes de trencadís i emmarcades de rajola amb quatre finestres geminades, emmarcades de rajola i amb llindes d'arcs esglaonats. El segon pis i el tercer tenen tres finestres disposades una a sobre de l'altra i entroncades amb la decoració de rajoles amb arc esglaonat i baranes de rajola. Al llarg de les façanes hi ha altres franges i frisos horitzontals de trencadís. A la teulada d'aquest sector septentrional hi ha, a la part frontal, tres decoracions als angles de la teulada en forma de merlets esglaonats plens de trencadís de tons blancs.
A la façana principal, destaca l'escala d'accés al primer pis amb decoració de pedra pissarrenca, dues esferes i trencadís, una columna salomònica de maons i la teulada de doble vessant de ceràmica pintada i vidriada suportada per la dita columna. El motiu decoratiu més característic són les finestres geminades i emmarcades de rajola que es repeteixen a la façana principal i a la torre octogonal.

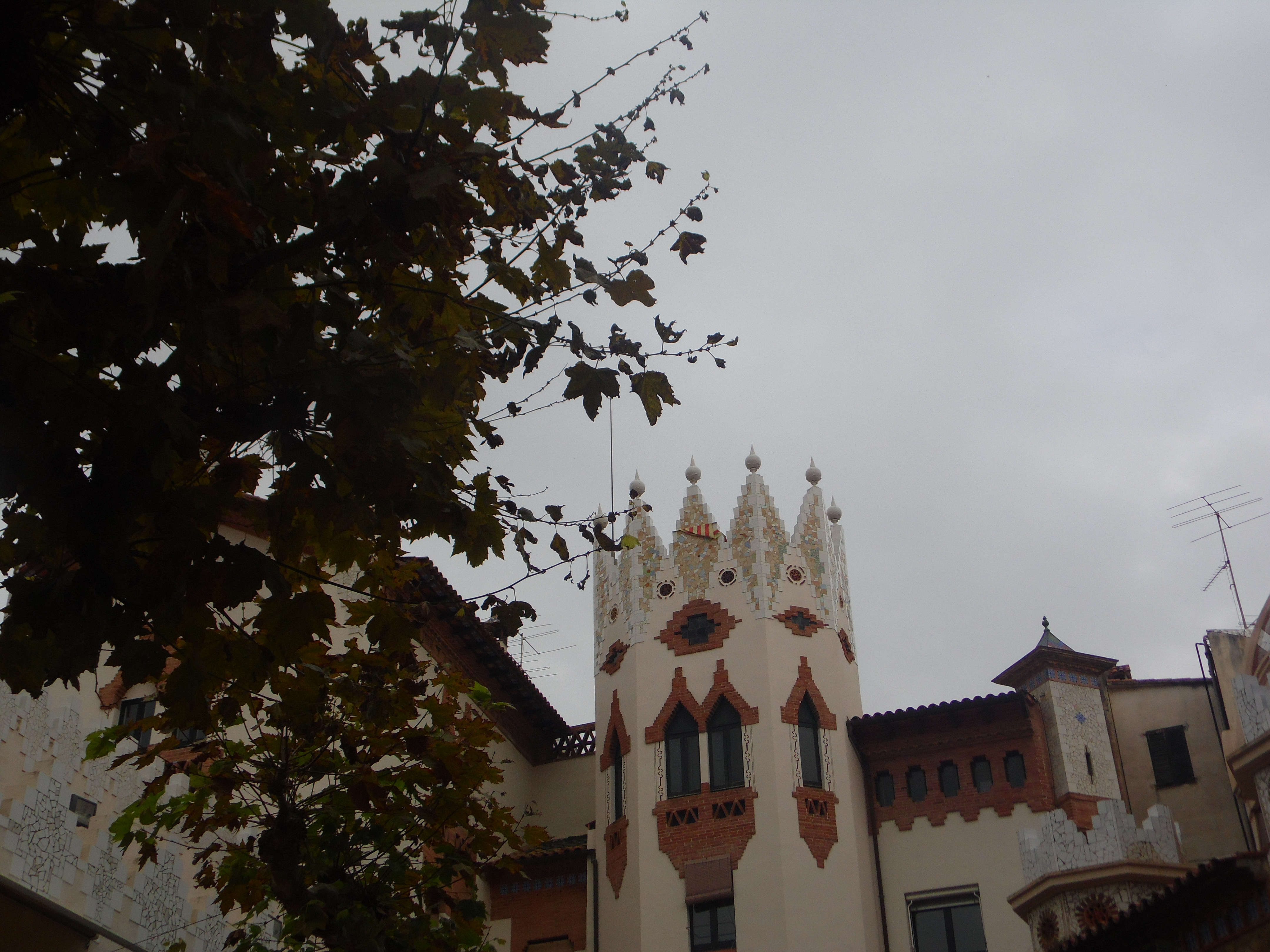
Torre octogonal

La torre, situada a la façana, és de planta octogonal irregular i té un seguit de pinacles esglaonats en forma de merlets romboidals a la part superior. Aquests merlets estan culminats per unes esferes punxegudes. Bona part de la cobertura de la torre és arrebossada, a excepció dels emmarcaments de rajola i els merlets de trencadís de colors blanc, roig i blau. A prop de la torre, al sud hi ha una altra petita torreta de planta quadrangular i teulada de quatre vessants còncaus.
Els ràfecs estan formats, al cos septentrional, per set fileres de rajola i teula, disposades planes i en forma de dent de diamant. A sobre emergeix un voladís suportat per mènsules de fusta que deixen entreveure una rica decoració de rajoles quadrades i pintades. Al cos meridional, a la façana principal els ràfecs encara tenen més fileres de rajola i teula, encara que el voladís no és tan emergent. La construcció de la Rectoria està adossada a la part posterior i septentrional de l'església.

## Història
Aquest edifici té l'origen al segle xvi, quan la parròquia de Lloret es trasllada a l'actual església des de l'actual ermita de les Alegries. Hi ha constància que el rector Jeroni Carbonell va contractar la construcció de l'obra de la rectoria el 9 de gener de 1545 per 45 lliures. Se'n feu càrrec el mestre de cases Antoni Freixe, habitant de la vila de Tossa. Amb el temps es va anar reformant, però la reforma més important sé la del segle xx. La rectoria del Canonge Vilà (1874-1924) i la seva iniciativa i promoció.
El projecte de remodelació de la Rectoria amb tints modernistes es deu al també arquitecte de la reforma de l'església i de part del Nou Cementiri de Lloret de Mar, Bonaventura Conill i Montobbio (1876-1946). Bonaventura Conill fou titulat com a arquitecte el 1893 i fou seguidor de l'obra d'Antoni Gaudí.
A principis del segle XX funcionaven quatre escoles religioses a Lloret, a banda de l'escola pública situada a la Casa de la Vila de Lloret de Mar. Les noies podien anar al col·legi "El cor de Maria" (les monges catalanes) o al Col·legi de la Immaculada Concepció (les monges franceses). Els nens anaven als germans maristes i, a partir de 1920, a les escoles parroquials de la Rectoria. Actualment està essent restaurada la part oest de la façana del sector septentrional.